# Kapil Battice
Kapil Battice, né le 26 octobre 1982 à Basseterre, est un footballeur international anguillan évoluant au poste de milieu défensif.

## Biographie

### En sélection
Il joue son premier match en équipe d'Anguilla le 17 septembre 2008, contre Saint-Vincent-et-les-Grenadines. Ce match perdu 3-1 rentre dans le cadre des éliminatoires de la Gold Cup 2009. Il inscrit son premier but en équipe nationale seulement deux jours plus tard, contre la Martinique (défaite 3-1). Toutefois, ce match n'est pas reconnu par la FIFA.